# Szent Iszkhürión
Szent Iszkhürión, latinosan Ischyrion (? – 375 után) szentként tisztelt ókeresztény egyiptomi remete, az úgynevezett sivatagi atyák egyike.
A szkétiszi szerzetesek második nemzedékéhez tartozott. Csak annyit tudni róla, hogy 375 körül Apeliótisz városában élt. Az ortodox egyház szentként tiszteli, és november 23-án üli ünnepét.

## Lásd még
- Ortodox szentek listája
- Sivatagi atyák